# Michael McDowell (Autor)
Michael McEachern McDowell, Pseudonyme Nathan Aldyne und Axel Young (* 1. Juni 1950 in Enterprise, Alabama; † 27. Dezember 1999 in Boston, Massachusetts) war ein US-amerikanischer Schriftsteller und Drehbuchautor aus dem Bereich der Horrorliteratur und des Horrorfilms.

## Leben
Michael McDowell wurde am 1. Juni 1950 in Enterprise, Alabama geboren und lebte in Medford, Massachusetts. Er schrieb neben Romanen auch Filmdrehbücher, wie etwa zu dem Oscarpreisgekrönten Tim-Burton-Film Beetlejuice. McDowell verstarb am 27. Dezember 1999 mit nur 49 Jahren an den Folgen seiner AIDS-Erkrankung. Sein damals unvollständiges Werk Candles Burning wurde von Tabitha King vollendet.

## Filmografie
- 1984–1988: Geschichten aus der Schattenwelt (Tales from the Darkside, Fernsehserie)
- 1986: Alfred Hitchcock Presents (Fernsehserie)
- 1986: Unglaubliche Geschichten (Amazing Stories, Fernsehserie)
- 1988: Beetlejuice
- 1989: Geschichten aus der Gruft (Tales from the Crypt, Fernsehserie)
- 1989–1990: Monsters (Fernsehserie)
- 1993: Nightmare Before Christmas (The Nightmare Before Christmas)
- 1996: Thinner – Der Fluch (Thinner)